# Watsonia watsonioides
Watsonia watsonioides là một loài thực vật có hoa trong họ Diên vĩ. Loài này được (Baker) Oberm. miêu tả khoa học đầu tiên năm 1962.